# Liste des municipalités du Tamaulipas

Armoiries de l'État de Tamaulipas

L'État de Tamaulipas est divisé en 43 municipalités. La capitale est Ciudad Victoria.

## Liste des municipalités et des codes INEGI associés
Le code INEGI complet de la municipalité comprend le code de l'État - 28 - suivi du code de la municipalité. Exemple : Victoria = 28041. Chaque municipalité comprend plusieurs localités. Ainsi, pour le chef-lieu de la municipalité de Victoria, la ville de Ciudad Victoria : 280410001.

État de Tamaulipas

Municipalités du Tamaulipas

| Code INEGI | Municipalité       | Chef-lieu de la municipalité | Date de création | Population (2010) | Superficie (km²) |
| ---------- | ------------------ | ---------------------------- | ---------------- | ----------------- | ---------------- |
| 001        | Abasolo            | Abasolo                      | 1825             | 12 070            | 1858,83          |
| 002        | Aldama             | Aldama                       | 1825             | 29 470            | 3819,16          |
| 003        | Altamira           | Altamira                     | 1825             | 212 001           | 1662,36          |
| 004        | Antiguo Morelos    | Antiguo Morelos              | 1828             | 9 003             | 579,03           |
| 005        | Burgos             | Burgos                       | 1825             | 4 589             | 1866,38          |
| 006        | Bustamante         | Bustamante                   | 1825             | 7 636             | 1426,77          |
| 007        | Camargo            | Ciudad Camargo               | 1825             | 14 933            | 930,66           |
| 008        | Casas              | Casas                        | 1872             | 4 423             | 3012,79          |
| 009        | Ciudad Madero      | Ciudad Madero                | 1939             | 197 216           | 48,46            |
| 010        | Cruillas           | Cruillas                     | 1825             | 2 011             | 1888,48          |
| 011        | Gómez Farías       | Gomez Farías                 | 1870             | 8 786             | 727,94           |
| 012        | González           | González                     | 1928             | 43 435            | 3236,46          |
| 013        | Güémez             | Güémez                       | 1843             | 15 659            | 1193,79          |
| 014        | Guerrero           | Nueva Ciudad Guerrero        | 1829             | 4 477             | 2427,18          |
| 015        | Gustavo Díaz Ordaz | Ciudad Gustavo Díaz Ordaz    | 1968             | 15 775            | 431,12           |
| 016        | Hidalgo            | Hidalgo                      | 1825             | 23 793            | 2146,92          |
| 017        | Jaumave            | Jaumave                      | 1825             | 15 105            | 2642,29          |
| 018        | Jiménez            | Santander Jiménez            | 1825             | 8 338             | 1670,14          |
| 019        | Llera              | Llera de Canales             | 1825             | 17 333            | 2577,40          |
| 020        | Mainero            | Villa Mainero                | 1924             | 2 579             | 386,76           |
| 021        | El Mante           | Ciudad Mante                 | 1860             | 115 792           | 1641,66          |
| 022        | Matamoros          | Heroica Matamoros            | 1825             | 489 193           | 4634,00          |
| 023        | Méndez             | Méndez                       | 1869             | 4 530             | 2518,68          |
| 024        | Mier               | Ciudad Mier                  | 1825             | 4 762             | 928,60           |
| 025        | Miguel Alemán      | Ciudad Miguel Alemán         | 1950             | 27 015            | 636,47           |
| 026        | Miquihuana         | Miquihuana                   | 1849             | 3 514             | 887,80           |
| 027        | Nuevo Laredo       | Nuevo Laredo                 | 1825             | 384 033           | 1201,90          |
| 028        | Nuevo Morelos      | Nuevo Morelos                | 1921             | 3 381             | 303,12           |
| 029        | Ocampo             | Ocampo                       | 1869             | 12 962            | 1494,52          |
| 030        | Padilla            | Nueva Villa de Padilla       | 1825             | 14 020            | 1360,89          |
| 031        | Palmillas          | Palmillas                    | 1825             | 1 795             | 478,05           |
| 032        | Reynosa            | Reynosa                      | 1825             | 608 891           | 3138,97          |
| 033        | Río Bravo          | Ciudad Río Bravo             | 1962             | 118 259           | 1583,54          |
| 034        | San Carlos         | San Carlos                   | 1869             | 9 331             | 2920,98          |
| 035        | San Fernando       | San Fernando                 | 1825             | 57 220            | 6922,78          |
| 036        | San Nicolás        | San Nicolás                  | 1884             | 1 031             | 544,72           |
| 037        | Soto la Marina     | Soto la Marina               | 1825             | 24 764            | 6715,79          |
| 038        | Tampico            | Tampico                      | 1825             | 297 554           | 114,52           |
| 039        | Tula               | Ciudad Tula (es)             | 1825             | 27 572            | 3082,69          |
| 040        | Valle Hermoso      | Valle Hermoso                | 1953             | 63 170            | 899,98           |
| 041        | Victoria           | Ciudad Victoria              | 1825             | 321 953           | 1469,97          |
| 042        | Villagrán          | Villagrán                    | 1827             | 6 316             | 1284,52          |
| 043        | Xicoténcatl        | Xicoténcatl                  | 1825             | 22 864            | 877,61           |